# Rodzinny album (serial telewizyjny 2001)
Rodzinny album (ang. Citizen Baines, 2001) – amerykański serial obyczajowy stworzony przez Lydię Woodward.
Światowa premiera serialu miała miejsce 29 września 2001 roku na antenie CBS. Na kanale miało zostać wyemitowane 9 odcinków, ale zostało wyemitowanych 6 odcinków. Ostatni odcinek został wyemitowany 3 listopada 2001 roku. W Polsce serial nadawany był na kanale TVN 7.

## Obsada

### Główni
- James Cromwell jako Elliot Baines
- Embeth Davidtz jako Ellen Baines Croland
- Jane Adams jako Reeva Baines Eidenberg
- Jacinda Barrett jako Dori Baines
- Arye Gross jako Shel Eidenberg
- Scotty Leavenworth jako Otis Croland
- Matt McCoy jako Arthur Croland

### Pozostali
- Tom Verica jako Andy Carlson
- McCaleb Burnett jako Claude Waverley
- Easton Gage jako Sam Eidenberg
- David Kriegel jako David Goldman
- Bryn Lauren Lemon jako Ruthie Eidenberg
- Emmett Shoemaker jako Otis Croland
- Paul McCrane jako Sherman Bloom

## Spis odcinków
| N/o            | Tytuł angielski             |
| -------------- | --------------------------- |
|                |                             |
| SERIA PIERWSZA |                             |
|                |                             |
| 01             | A Day Like No Other         |
|                |                             |
| 02             | The Whole Thump-Thump-Thump |
|                |                             |
| 03             | Days of Confusion           |
|                |                             |
| 04             | Three Days In November      |
|                |                             |
| 05             | The Appraisal               |
|                |                             |
| 06             | Lost and Found              |
|                |                             |
| 07             | Out In the Rain             |
|                |                             |
| 08             | A Song That Never Ends      |
|                |                             |
| 09             | Safe At Home                |
|                |                             |